# Quận Westmoreland, Pennsylvania
Quận Westmoreland là một quận trong tiểu bang Pennsylvania, Hoa Kỳ. Quận lỵ đóng ở Greensburg. Theo điều tra dân số năm 2010 của Cục điều tra dân số Hoa Kỳ, quận có dân số 365.169 người.
Quận được tách từ Lancaster, Northumberland, và sau đó quận Bedford, quận Westmoreland đã được thành lập vào ngày 26 tháng 2 năm 1773 và là quận đầu tiên trong thuộc địa của Pennsylvania trong đó toàn bộ ranh giới lãnh thổ của nó đã nằm ở phía tây của dãy núi Allegheny. Quận Westmoreland ban đầu bao gồm các quận hiện nay Fayette, Washington, Greene, và một phần của Beaver, Allegheny, Indiana, và Armstrong. Nó được đặt tên theo Westmorland, một quận hạt lịch sử nước Anh.
Quận Westmoreland bao gồm trong khu vực thống kê đô thị Pittsburgh.

## Địa lý
Theo Cục điều tra dân số Hoa Kỳ, quận có diện tích 2680 km², trong đó có 22 km2 là diện tích mặt nước.